# Yolanda Kingová
Yolanda Denise Kingová (17. listopadu 1955 – 15. května 2007) byla afroamerická aktivistka a prvorozené dítě bojovníků za občanská práva Martina Luthera Kinga Jr. a Coretty Scott Kingové. Byla také známá svými uměleckými a zábavními aktivitami a veřejnými projevy.

## Život
Narodila se dva týdny před událostí, kdy Rosa Parksová odmítla uvolnit své místo v autobuse městské hromadné dopravy v Montgomery bělochovi. Její dětství bylo výrazně ovlivněno otcovým veřejným a vlivným aktivismem. Yolanda Kingová se občas stala terčem výhrůžek smrtí, které měly zastrašit její rodiče, zároveň zastávala roli druhé pečovatelky o své mladší sourozence a ve škole byla šikanována. Když byl 4. dubna 1968 zavražděn její otec, dvanáctiletá Yolanda Kingová se během veřejných smutečních akcí projevovala jako klidná a vyrovnaná. Spolu s matkou a sourozenci se účastnila protestních pochodů a pozitivně se o ní vyjadřovaly takové osobnosti jako Harry Belafonte, který pro ni a její sourozence založil svěřenecký fond.

## Studium
Během dospívání se na střední škole stala vůdčí osobností třídy a pozornost jí věnovaly časopisy Jet nebo Ebony. Její dospívání však ovlivnily i tragédie, konkrétně náhlá smrt jejího strýce Alfreda Daniela Williamse Kinga a vražda její babičky Alberty Williamsové Kingpvé. Během studia na střední škole si našla přátele na celý život. Byla to první a jediná instituce, kde Kingová nebyla obtěžována nebo šikanována kvůli tomu, kdo byl její otec. Stále však byla odsuzována kvůli barvě pleti. Navzdory tomu si Kingová dokázala udržet dobré známky a aktivně se zapojila do středoškolské politiky, přičemž dva roky působila jako předsedkyně třídy.

## Veřejné působení
V 90. letech podpořila obnovení procesu s Jamesem Earlem Rayem a veřejně prohlásila, že ho nenávidí. V této dekádě také Kingová nastartovala svou hereckou kariéru, když se objevila v deseti různých projektech, včetně filmů Duch minulosti (1996), Our Friend, Martin (1999) a Selma, Lord, Selma (1999). V dospělosti se z ní stala aktivní zastánkyně práv homosexuálů a LGBT komunity, obdobně jako její matka. Se svými sourozenci se navzájem dostala do sporu, ve kterém se spolu s bratrem Dexterem postavili proti bratrovi Martinu Lutheru Kingovi III. a sestře Bernice Kingové kvůli prodeji Kingova centra v Atlantě. Yolanda Kingová působila také jako mluvčí své matky během její nemoci, které nakonec podlehla. Kingová přežila svou matku o pouhých 16 měsíců, 15. května 2007 podlehla komplikacím chronického onemocnění srdce.